# نوآ کنشین براون
نوآ کنشین براون (ژاپنی: ブラウン ノア 賢信؛ زادهٔ ۲۷ مهٔ ۲۰۰۱) یک بازیکن فوتبال اهل ژاپن است.
از باشگاه‌هایی که در آن بازی کرده‌است می‌توان به باشگاه فوتبال یوکوهاما مارینوس، باشگاه فوتبال کاماتامار سان‌اوکی و باشگاه فوتبال میتو هولیهوک اشاره کرد.